# Billy Bletcher
Billy Bletcher, all'anagrafe William Bletcher (Lancaster, 24 settembre 1894 – Los Angeles, 5 gennaio 1979), è stato un attore, doppiatore e sceneggiatore statunitense.

## Biografia
Nato in Pennsylvania da Harry e Dora Bletcher, era chiamato familiarmente Billy, diminutivo che adottò in tutta la sua carriera. Viene ricordato come la voce di numerosi personaggi dei cartoon Disney e Warner Bros.
Ha interpretato oltre 350 film e ha collaborato con Walt Disney per il doppiaggio di alcuni cortometraggi, nei quali doppiava Gambadilegno, ma doppiò anche un clown in Dumbo, Ezechiele Lupo ne I tre porcellini e i loro seguiti, il bulldog Spike e Tom in Tom & Jerry e anche altri ruoli minori in corti dei Looney Tunes. Apparve in Golf, che passione!, un corto delle Simpatiche canaglie.
Ha lavorato come attore comico fin dal 1920, affiancando in certi casi anche il duo comico Stanlio e Ollio.
Era sposato con l'attrice Arline Roberts. Dalla loro unione nacque una figlia, Barbara, che intraprese pure lei la carriera di attrice.
Morì a Los Angeles il 5 gennaio 1979 all'età di 84 anni; venne sepolto nel Westwood Memorial Park di Los Angeles.

## Filmografia parziale

### Attore cinema
- Rooney's Sad Case, regia di Sidney Drew (1915)
- Who Goes There?, regia di William P.S. Earle (1917)
- Mary Jane's Pa, regia di Charles Brabin e William P.S. Earle (1917)
- Gente onesta (Turn to the Right), regia di Rex Ingram (1922)
- Billy Jim, regia di Frank Borzage (1922)
- The Terrible People, regia di Spencer Gordon Bennet (1928)
- Show Girl in Hollywood, regia di Mervyn LeRoy (1930)
- I due legionari (Beau Hunks), regia di James W. Horne (1931)
- La gloria del mattino (Morning Glory), regia di Lowell Sherman (1933)
- La città perduta (The Lost City), regia di Harry Revier (1935)
- La storia di Tom Destry (Destry), regia di George Marshall (1954)

### Attore televisione
- Mickey Rooney Show (The Mickey Rooney Show) – serie TV, episodio 1x13 (1954)
- Pete Kelly's Blues – serie TV, un episodio (1959)

### Doppiatore
- Pietro Gambadilegno nei cortometraggi di Topolino
- I tre porcellini - voce (1933)
- Cappuccetto Rosso - voce (1934)
- Re Mida (film) (1935) - voce di Re Mida
- I tre lupetti (1936) - voce
- I tre moschettieri ciechi (1936) - voce del Capitan Gatto
- Le ultime volontà dello zio (1937) - voce dell'avvocato/Mostro
- Caccia alle anatre (1937) - Spigola e Signore del piano di sopra
- Il mago di Oz (1939) - voce
- Jimmy porcellino inventore (1939) - voce di Ezechiele Lupo
- Paperino a caccia di autografi (1939) - voce della guardia
- Topolino e i fantasmi (1939) - voce del Fantasma basso
- Dumbo (1941) - voce
- Paperino sotto le armi (1942) - voce del sergente Pietro
- La guardia del corpo (1944) - voce di Spike il bulldog e Tom Cat
- Trombone scocciatore (1944) - voce di Pietro Gambadilegno
- Silenzio, prego! (1945) - voce di Spike il bulldog
- Solid Serenade (1946) - voce di Spike il bulldog

### Regista
- The Wild Girl (1925)